# La Vérité sur mon passé
La Vérité sur mon passé (My Mother's Secret) est un téléfilm canado-américain de Curtis Crawford sorti en 2012.

## Fiche technique
- Titre original : My Mother's Secret
- Réalisation : Curtis Crawford
- Scénario : John Serge
- Photographie : Bill St. John
- Musique : Richard Bowers
- Pays :  Canada,  États-Unis
- Durée : 100 minutes

## Distribution
- Nicole De Boer : Lauren Colson
- Yannick Bisson : Dennis Colson
- Barbara Niven : Evelyn Wells
- Thea Gill : Député Kane
- Rob Stewart : Jonas
- Peter Michael Dillon : Harding
- Michael Riley : Garrett Fowler
- Michael O'Reilly : Bill Everett
- Cinthia Burke : Jean
- Dean Hagopian : Dan Conner
- Bill Lake : Greely